# Jan Hendrik Hofmeyr (Politiker, 1894)

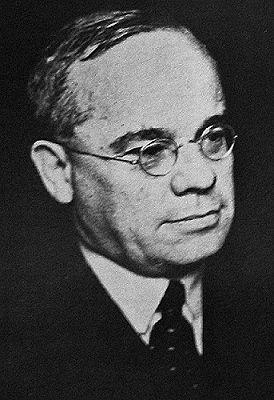
Jan Hendrik Hofmeyr (1940er Jahre)

Jan „Jannie“ Hendrik Hofmeyr (* 20. März 1894 in Kapstadt, Kapkolonie; † 3. Dezember 1948 in Johannesburg, Südafrika) war ein südafrikanischer Politiker, der mehrmals als Minister sowie 1948 als stellvertretender Premierminister hohe Regierungsfunktionen in der Südafrikanischen Union ausübte.

## Leben
Jan Hendrik Hofmeyr begann nach dem Besuch der South African College Schools (SACS) ein Studium an der Universität Kapstadt, das er am Balliol College der University of Oxford fortsetzte. Nach Abschluss des Studiums und seiner Rückkehr nach Südafrika 1916 war er als Lehrer tätig sowie als Dozent für Klassische Altertumskunde an der South African School of Mines and Technology. Im Jahre 1919 übernahm er in dieser Hochschuleinrichtung das Amt des Prinzipals und bekleidete in dieser Rolle die Entstehung der Witwatersrand-Universität. 1924 wurde er als Nachfolger von Alfred George Robertson Administrator der Provinz Transvaal und bekleidete diese Funktion bis 1929, woraufhin Jacobus Stephanus Smit nachfolgte.
1929 wurde er Mitglied der Suid-Afrikaanse Party SAP und erwarb für diese ein Wahlmandat in der Volksversammlung (Volksraad van Suid-Afrika), in der er bis zu seinem Tode den Wahlkreis Johannesburg-Noord vertrat. Zu Beginn der 1930er Jahre wurde er Schirmherr des „Südafrikanischen Instituts für Rassenbeziehungen“ (South African Institute of Race Relations, SAIRR). Dieses Institut sammelt und analysiert seit seiner Gründung Daten und Sachverhalte über die Lebensbedingungen benachteiligter Bevölkerungsgruppen, fördert das Bewusstsein zu diesen Fragen und leistet einen Beitrag zum öffentlichen Verständnis dieser Fakten.
Am 30. März 1933 trat Jan Hendrik Hofmeyr erstmals in eine Regierung der Südafrikanischen Union ein und übernahm als Nachfolger von Daniel François Malan im Kabinett von Premierminister Barry Hertzog das Amt als Innenminister (Minister van Binnelandse Sake), das er bis zu seiner Ablösung durch Richard Stuttaford am 9. Dezember 1936 innehatte. In dieser Funktion hatte er sich 1936 bis zuletzt gegen die Verabschiedung des „Wahlgesetzes für Eingeborene“ (Representation of Natives Act) ausgesprochen, durch welches das Wahlrecht für die schwarze Bevölkerung massiv eingeschränkt wurde. Gleichzeitig fungierte er zwischen 1933 und 1936 auch als Gesundheitsminister (Minister van Openbare Gesondheid) sowie von 1933 bis zu seiner Ablösung durch Henry Allan Fagan 1938 als Unterrichtsminister (Minister van Onderwys). Am 5. Dezember 1934 wurde er Mitglied der Vereinigten Südafrikanischen Nationalen Partei UP (Verenigde Suid-Afrikaanse Nasionale Party), der er bis zu seinem Tode angehörte. Des Weiteren war er als Nachfolger von Patrick Duncan zwischen 1936 und seiner Ablösung durch Jan Christiaan Smuts 1938 auch Bergbauminister (Minister van Mynwese). 1936 löste er zudem Adriaan Fourie als Minister für Arbeit und Soziales (Minister van Indiensneming en Maatskaplike Sake) ab und bekleidete diesen Posten ebenfalls bis 1938, woraufhin Harry Lawrence Arbeitsminister und Henry Allan Fagan Sozialminister wurde.
Nachdem Jan Christiaan Smuts am 5. September 1939 als Nachfolger von Barry Hertzog neuer Premierminister wurde, übernahm Hofmeyr das Amt des Finanzministers (Minister van Finansies) und bekleidete dieses bis zu seiner Ablösung durch Frederick Sturrock im Januar 1948. Zugleich war er als Nachfolger von Daniel François Malan von 1939 bis zu seiner Ablösung durch Henry Allan Fagan 1948 erneut Unterrichtsminister. Zuletzt fungierte er 1948 wieder Bergbauminister und als stellvertretender Premierminister im Kabinett des nunmehrigen Premierminister Daniel François Malan.

## Weblink
- Eintrag in Rulers